# 希臘—辛巴威關係
希臘－辛巴威關係指的是希臘和辛巴威的雙邊關係。目前希臘在哈拉雷設有大使館，而因為歐盟的制裁，辛巴威在希臘既沒有大使館也沒有名譽領事館。

## 歷史
居住在辛巴威的希臘人數量在1972年來到最高點，約有13,000-15,000人。因為辛巴威的局勢日趨不穩，導致居住境內的希臘人數量降至約1,100人。
哈拉雷共有3所希臘僑民學校，於1954年開辦，分別是幼稚園、小學和中學。
1982年，希臘同意向津巴布韋提供經濟、旅遊及貿易援助。
希臘和津巴布韋之間的關係在2002年時因為歐洲聯盟的制裁而產生了變化。其制裁措施包括中止給予政府官員簽證、凍結他們在歐盟的資產和禁止出售武器給辛巴威。兩國最近一次的部長級會議於1998年進行。
2008年，希臘駐津巴布韋大使Mihail Koukakis表示，將提供兩項援助給辛巴威人民，分別是價值70,000美元的糧食救助計畫，及給哈拉雷的Chivhu醫院共75,000美元的設備更新經費
。